# Hamiota
Hamiota är en ort i Kanada.   Den ligger i provinsen Manitoba, i den sydöstra delen av landet, 1 900 km väster om huvudstaden Ottawa. Hamiota ligger 520 meter över havet och antalet invånare är 858.
Terrängen runt Hamiota är platt. Trakten runt Hamiota är nära nog obefolkad, med mindre än två invånare per kvadratkilometer.. Det finns inga andra samhällen i närheten. 
Trakten runt Hamiota består till största delen av jordbruksmark.